# Salpis carneitincta
Salpis carneitincta là một loài bướm đêm trong họ Geometridae.